# Conan (Loir-et-Cher)
Pour les articles homonymes, voir Conan.
Conan est une commune française située dans le département de Loir-et-Cher en région Centre-Val de Loire.
Localisée au centre-nord du département, la commune fait partie de la petite région agricole « la Beauce », une vaste étendue de cultures céréalières, oléagineuses (colza) et protéagineuses (pois, féverolle, lupin), avec également de la betterave sucrière, et de la pomme de terre.
L'occupation des sols est marquée par l'importance des espaces agricoles et naturels qui occupent la quasi-totalité du territoire communal. Plusieurs espaces naturels d'intérêt sont présents dans la commune : un espace protégé, deux sites natura 2000 et deux zones naturelles d'intérêt écologique, faunistique et floristique (ZNIEFF). En 2010, l'orientation technico-économique de l'agriculture dans la commune est la culture des céréales et des oléoprotéagineux. À l'instar du département qui a vu disparaître le quart de ses exploitations en dix ans, le nombre d'exploitations agricoles a fortement diminué, passant de 20 en 1988, à 12 en 2000, puis à 10 en 2010.
Avec 175 habitants en 2017, la commune fait partie des 35 communes les plus faiblement peuplées de Loir-et-Cher.
Le patrimoine architectural de la commune comprend un bâtiment porté à l'inventaire des monuments historiques : l'église Saint-Saturnin de Conan.

## Géographie

### Localisation et communes limitrophes
La commune de Conan se trouve au centre-nord du département de Loir-et-Cher, dans la petite région agricole de la Beauce,. À vol d'oiseau, elle se situe à 18 km  de Blois, préfecture du département et à 25,5 km de Beauce la Romaine, chef-lieu du canton de la Beauce dont dépend la commune depuis 2015. La commune fait en outre partie du bassin de vie de Blois. est situé à la même distance de Blois et de Vendôme : environ 20 km, ce qui le place à moins d'une demi-heure de certains des châteaux de la Loire ainsi que d'une gare TGV (à Vendôme), à partir de laquelle le centre de Paris (gare Montparnasse) est à 40 minutes.
Les communes les plus proches sont :
Rhodon (1,5 km), Boisseau (2,7 km), Baigneaux (4,4 km), Villeneuve-Frouville (4,5 km), Champigny-en-Beauce (4,7 km), Sainte-Gemmes (5,1 km), Maves (5,8 km), Averdon (7,1 km) et Selommes (7,1 km).
Conan se trouve sur le plateau de la petite Beauce au nord de Blois, près de la rivière de la Cisse qui forme la limite de commune au nord avec Rhodon et Boisseau, puis au sud avec Maves et Averdon. Cette position en fait un village à vocation agricole et céréalière. Quant aux dépressions de la Grande et Petite Cisse, elles favorisent la pêche et la chasse, très pratiquées dans la région.
Un peu à l'écart de l'ancienne RN 824, la commune ne reçoit ni beaucoup de travailleurs, ni beaucoup de touristes.
La plupart des habitations sont groupées dans le bourg mais il existe, en plus du hameau de Villeberfol qui comprend cinq maisons, plusieurs fermes isolées.

### Paysages et relief
Dans le cadre de la Convention européenne du paysage, adoptée le 20 octobre 2000 et entrée en vigueur en France le 1er juillet 2006, un atlas des paysages de Loir-et-Cher a été élaboré en 2010 par le CAUE de Loir-et-Cher, en collaboration avec la DIREN Centre (devenue DREAL en 2011), partenaire financier. Les paysages du département s'organisent ainsi en huit grands ensembles et 25 unités de paysage,. La commune fait partie de l'unité de paysage de « la Beauce ».
La fertile Beauce, qui couvre pas moins de six cent mille hectares, est un vaste plateau, essentiellement consacré aux grandes cultures (céréales, colza, betterave sucrière). En Loir-et-Cher, la Beauce s'avance jusqu'à Blois, bordée au nord par le Loir et au sud par la Loire, couvrant un septième du département. Ses paysages épurés et ouverts sur le ciel contrastent avec les vertes collines Percheronnes au nord et surtout avec les grandes forêts Solognotes au sud.
L'altitude du territoire communal varie de 97 mètres à 126 mètres,.

### Hydrographie

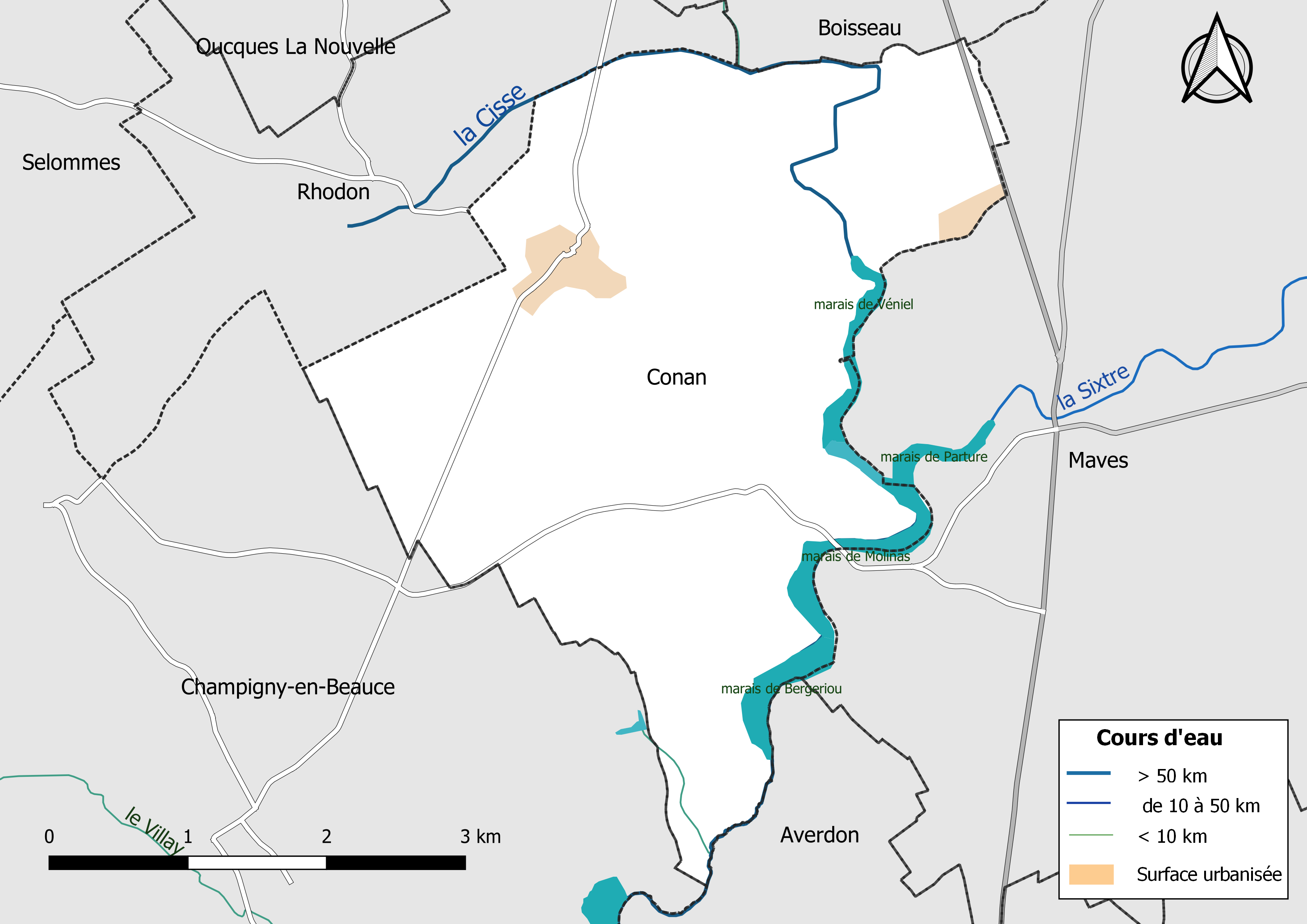
Réseau hydrographique de Conan.

La commune est drainée par la Cisse (10,016 km), la Sixtre (0,017 km), fossé de la Vove et par deux petits cours d'eau, constituant un réseau hydrographique de 10,95 km de longueur totale.
La Cisse traverse la commune du nord-est vers le sud-ouest. D'une longueur totale de 87,7 km, elle prend sa source dans la commune de Rhodon et se jette dans la Loire à Rochecorbon (37), après avoir traversé 23 communes.
La Sixtre traverse la commune du nord-est vers le sud-ouest. D'une longueur totale de 19,6 km, il prend sa source dans la commune de Briou (41) et se jette dans la Cisse à Conan (41), après avoir traversé 7 communes.
La Cisse est un cours d'eau de deuxième catégorie, où le peuplement piscicole dominant est constitué de poissons blancs (cyprinidés) et de carnassiers (brochet, sandre et perche), tandis que la Sixtre est un cours d'eau de première catégorie, où le peuplement piscicole dominant est constitué de salmonidés (truite, omble chevalier, ombre commun, huchon).

### Climat
Pour des articles plus généraux, voir Climat du Centre-Val de Loire et Climat de Loir-et-Cher.
En 2010, le climat de la commune est de type climat océanique dégradé des plaines du Centre et du Nord, selon une étude du CNRS s'appuyant sur une série de données couvrant la période 1971-2000. En 2020, Météo-France publie une typologie des climats de la France métropolitaine dans laquelle la commune est exposée à un climat océanique altéré et est dans la région climatique Moyenne vallée de la Loire, caractérisée par une bonne insolation (1 850 h/an) et un été peu pluvieux.
Pour la période 1971-2000, la température annuelle moyenne est de 10,9 °C, avec une amplitude thermique annuelle de 15,1 °C. Le cumul annuel moyen de précipitations est de 655 mm, avec 10,7 jours de précipitations en janvier et 7,1 jours en juillet. Pour la période 1991-2020, la température moyenne annuelle observée sur la station météorologique de Météo-France la plus proche, « Blois », sur la commune de Villefrancœur à 8 km à vol d'oiseau, est de 11,8 °C et le cumul annuel moyen de précipitations est de 641,4 mm,. Pour l'avenir, les paramètres climatiques de la commune estimés pour 2050 selon différents scénarios d'émission de gaz à effet de serre sont consultables sur un site dédié publié par Météo-France en novembre 2022.

### Milieux naturels et biodiversité

#### Espaces protégés
La protection réglementaire est le mode d'intervention le plus fort pour préserver des espaces naturels remarquables et leur biodiversité associée.Un espace protégé est présent dans la commune : « Coteau de Molinas et Marais de la Haute Cisse », un terrain acquis par le Conservatoire d'espaces naturels Centre-Val de Loire. Il présente une superficie de 9,93 ha.

#### Sites Natura 2000
Le réseau Natura 2000 est un réseau écologique européen de sites naturels d'intérêt écologique élaboré à partir des Directives « Habitats » et « Oiseaux ». Ce réseau est constitué de Zones spéciales de conservation (ZSC) et de Zones de protection spéciale (ZPS). Dans les zones de ce réseau, les États membres s'engagent à maintenir dans un état de conservation favorable les types d'habitats et d'espèces concernés, par le biais de mesures réglementaires, administratives ou contractuelles. L'objectif est de promouvoir une gestion adaptée des habitats tout en tenant compte des exigences économiques, sociales et culturelles, ainsi que des particularités régionales et locales de chaque État membre. Les activités humaines ne sont pas interdites, dès lors que celles-ci ne remettent pas en cause significativement l'état de conservation favorable des habitats et des espèces concernés. Des parties du territoire communal sont incluses dans les sites Natura 2000 suivants :
- la « Vallée de la Cisse en amont de Saint-Lubin », d'une superficie de 336 ha[28] ;
- la « Petite Beauce », d'une superficie de 52 565 ha[29].

#### Zones naturelles d'intérêt écologique, faunistique et floristique
L'inventaire des zones naturelles d'intérêt écologique, faunistique et floristique (ZNIEFF) a pour objectif de réaliser une couverture des zones les plus intéressantes sur le plan écologique, essentiellement dans la perspective d'améliorer la connaissance du patrimoine naturel national et de fournir aux différents décideurs un outil d'aide à la prise en compte de l'environnement dans l'aménagement du territoire. Le territoire communal de Conan comprend deux ZNIEFF :
- la « Haute Vallée de la Cisse » (376,74 ha)[31] ;
- les « Pelouses du Bois Brûlé » (20,33 ha)[32].

Cartes des Znieff et site Natura 2000.
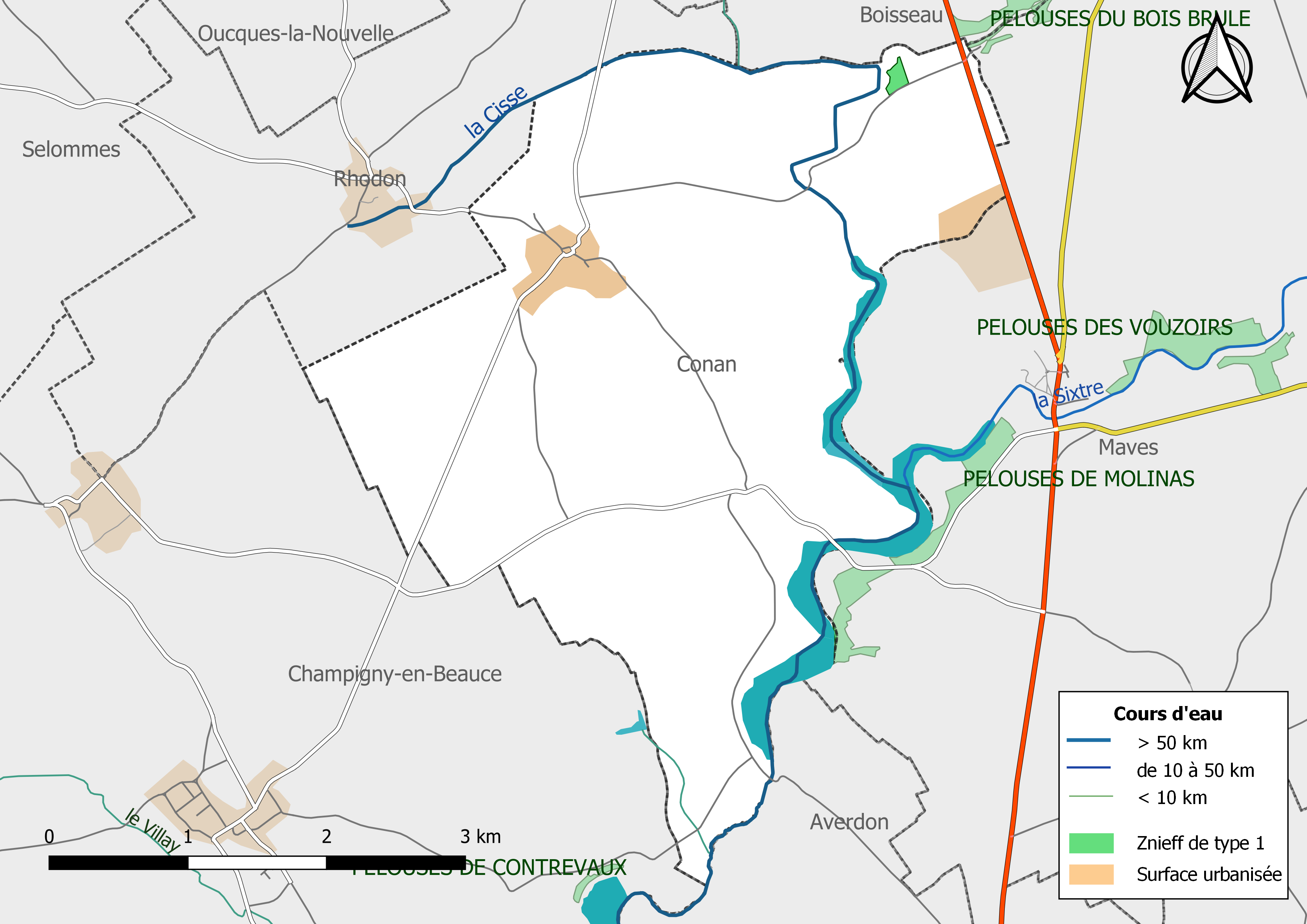
Carte des ZNIEFF de type 1 localisées dans la commune[Note 2].
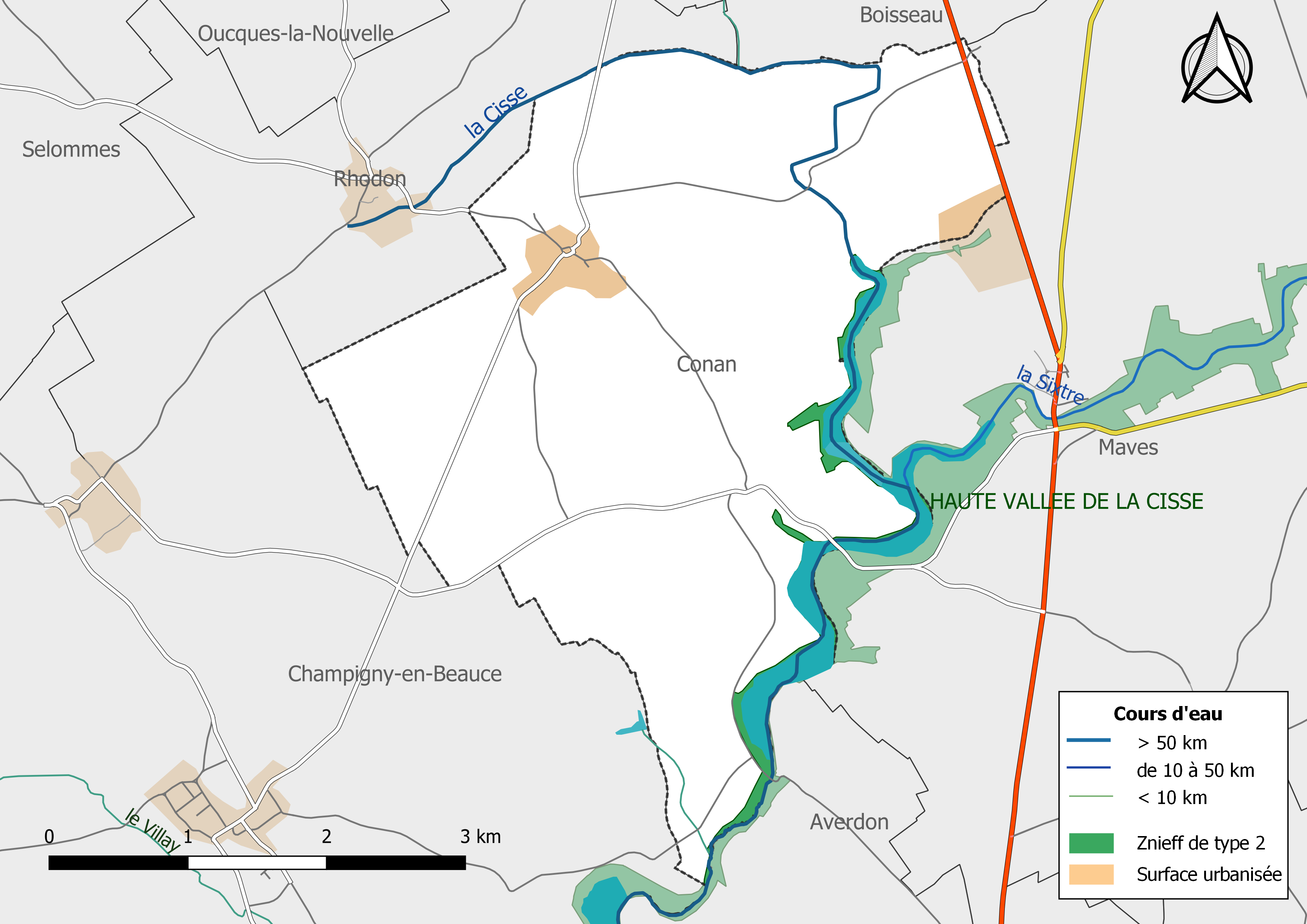
Carte des ZNIEFF de type 2 localisées dans la commune[Note 3].
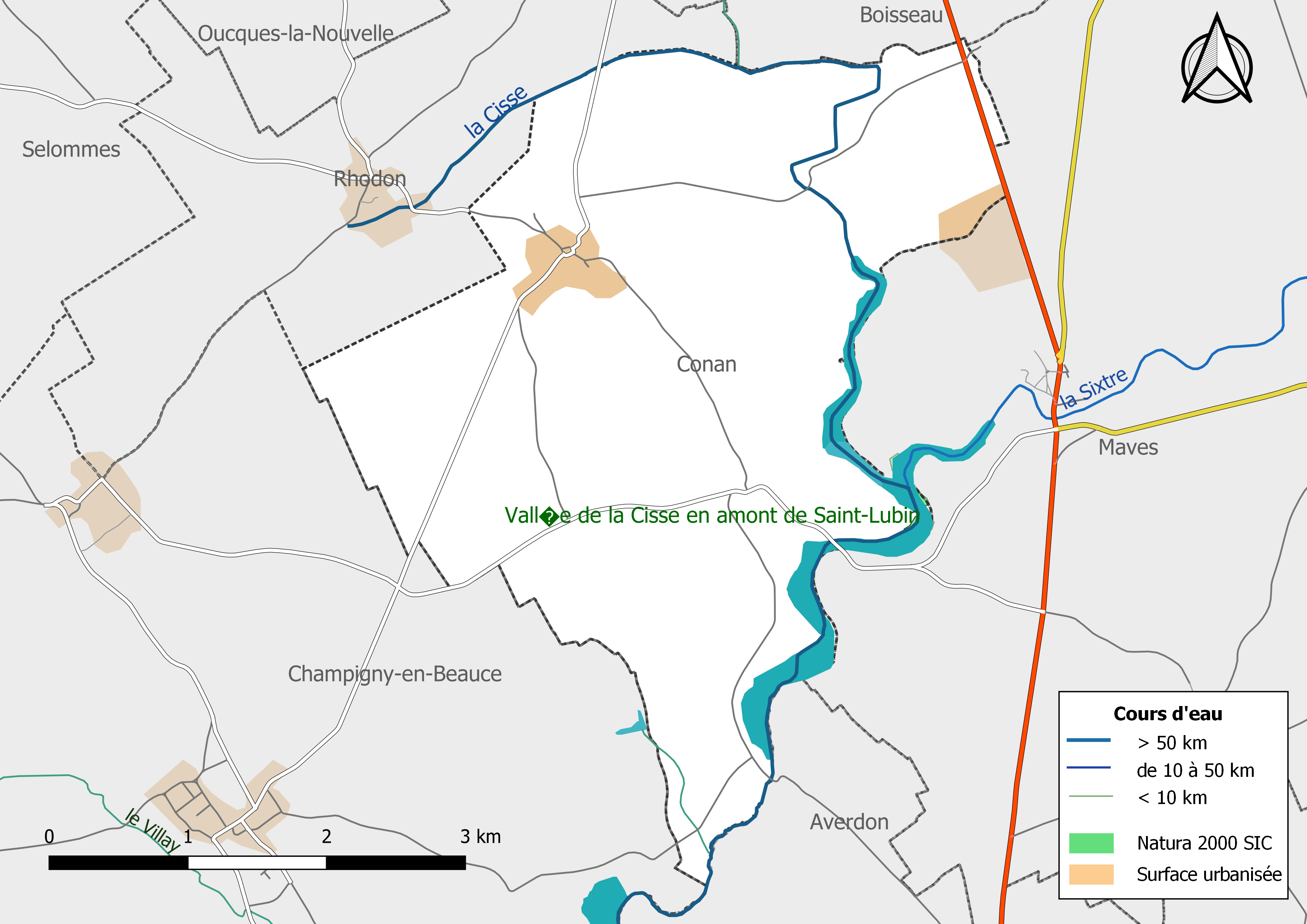
Carte du site Natura 2000 de type SIC localisé dans la commune.
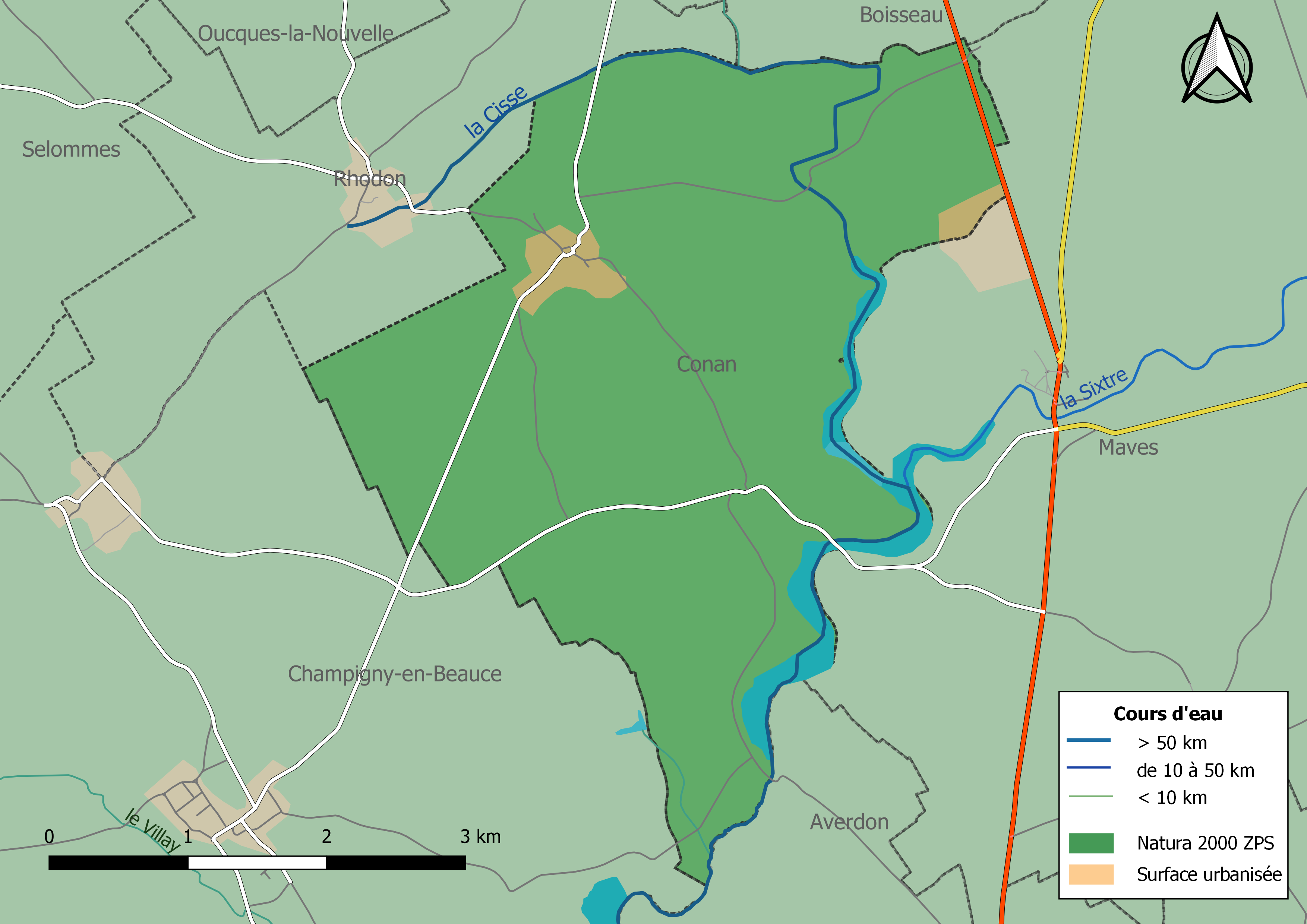
Une partie du territoire communal est incluse dans le site Natura 2000 la « Petite Beauce ».

## Urbanisme

### Typologie
Au 1er janvier 2024, Conan est catégorisée commune rurale à habitat dispersé, selon la nouvelle grille communale de densité à sept niveaux définie par l'Insee en 2022.
Elle est située hors unité urbaine. Par ailleurs la commune fait partie de l'aire d'attraction de Blois, dont elle est une commune de la couronne,. Cette aire, qui regroupe 78 communes, est catégorisée dans les aires de 50 000 à moins de 200 000 habitants,.

### Occupation des sols
L'occupation des sols est marquée par l'importance des espaces agricoles et naturels (96,8 %). La répartition détaillée ressortant de la base de données européenne d'occupation biophysique des sols Corine Land Cover millésimée 2012 est la suivante :
terres arables (11,6 %),
cultures permanentes (0,6 %),
zones agricoles hétérogènes (15,4 %),
prairies (3,5 %),
forêts (65,2 %),
milieux à végétation arbustive ou herbacée (0,7 %),
zones urbanisées (1 %),
espaces verts artificialisés non agricoles (0,5 %),
zones industrielles et commerciales et réseaux de communication (1,7 %),
eaux continentales (0,5 %).
Le territoire est caractérisé par un paysage de Sologne alternant milieux ouverts (agricoles) et milieux fermés (forêts). À l'échelle de l'unité géographique « Chailles / Les Montils Cheverny / Cour-Cheverny », qui regroupe douze communes, dont Monthou-sur-Bièvre, la consommation d'espaces agricoles et naturels pour répondre aux besoins de développement a été soutenue : 78 % des aménagements (logements, équipements, entreprises) ont été réalisés sur de nouveaux terrains, soit 205 hectares entre 2002 et 2015.

### Planification
En matière de planification, la commune ne disposait pas en 2017 de document d'urbanisme opérationnel et le règlement national d'urbanisme s'appliquait donc pour la délivrance des permis de construire. Par ailleurs, à la suite de la loi ALUR (loi pour l'accès au logement et un urbanisme rénové) de mars 2014, un plan local d'urbanisme intercommunal couvrant le territoire de la communauté de communes Beauce Val de Loire a été prescrit le 3 décembre 2015.

### Habitat et logement
Le tableau ci-dessous présente la typologie des logements à Conan en 2016 en comparaison avec celle du Loir-et-Cher et de la France entière. Une caractéristique marquante du parc de logements est ainsi la faible proportion des résidences secondaires et logements occasionnels (8 %) par rapport au département (18 %) et à la France entière (9,6 %). Concernant le statut d'occupation de ces logements, 85,7 % des habitants de la commune sont propriétaires de leur logement (85,3 % en 2011), contre 68,1 % pour le Loir-et-Cher et 57,6 pour la France entière.
|                                                         | Conan | Loir-et-Cher | France entière |
| ------------------------------------------------------- | ----- | ------------ | -------------- |
| Résidences principales (en %)                           | 79,5  | 74,5         | 82,3           |
| Résidences secondaires et logements occasionnels (en %) | 8,0   | 18           | 9,6            |
| Logements vacants (en %)                                | 12,5  | 7,5          | 8,1            |

### Risques majeurs
Le territoire communal de Conan est vulnérable à différents aléas naturels : climatiques (hiver exceptionnel ou canicule), mouvements de terrains ou sismique (sismicité très faible).
Il est également exposé à deux risques technologiques : le risque nucléaire et le transport de matières dangereuses,.

#### Risques naturels
Les mouvements de terrains susceptibles de se produire dans la commune sont liés au retrait-gonflement des argiles. Le phénomène de retrait-gonflement des argiles est la conséquence d'un changement d'humidité des sols argileux. Les argiles sont capables de fixer l'eau disponible mais aussi de la perdre en se rétractant en cas de sécheresse. Ce phénomène peut provoquer des dégâts très importants sur les constructions (fissures, déformations des ouvertures) pouvant rendre inhabitables certains locaux. La carte de zonage de cet aléa peut être consultée sur le site de l'observatoire national des risques naturels Georisques.

#### Risques technologiques
Une partie du territoire de la commune peut être concernée par le risque nucléaire (hameau le Bois brûlé). En cas d'accident grave, certaines installations nucléaires sont susceptibles de rejeter dans l'atmosphère de l'iode radioactif. Or la commune se situe partiellement à l'intérieur du périmètre de 20 km du Plan particulier d'intervention de la centrale nucléaire de Saint-Laurent-des-Eaux. À ce titre les habitants de la commune, comme tous ceux résidant dans le périmètre proche de 20 km de la centrale ont bénéficié, à titre préventif, d'une distribution de comprimés d'iode stable dont l'ingestion avant rejet radioactif permet de pallier les effets sur la thyroïde d'une exposition à de l'iode radioactif. En cas d'incident ou d'accident nucléaire, des consignes de confinement ou d'évacuation peuvent être données et les habitants peuvent être amenés à ingérer, sur ordre du préfet, les comprimés en leur possession,.
Le risque de transport de marchandises dangereuses dans la commune est lié à sa traversée par une route à fort trafic et une canalisation de transport de gaz. Un accident se produisant sur de telles infrastructures est en effet susceptible d'avoir des effets graves au bâti ou aux personnes jusqu'à 350 m, selon la nature du matériau transporté. Des dispositions d'urbanisme peuvent être préconisées en conséquence.

## Histoire

### Révolution française et Empire

#### Nouvelle organisation territoriale
Le décret de l'Assemblée nationale du 12 novembre 1789 décrète qu'« il y aura une municipalité dans chaque ville, bourg, paroisse ou communauté de campagne », mais ce n'est qu'avec le décret de la Convention nationale du 10 brumaire an II (31 octobre 1793) que la paroisse de Conan devient formellement « commune de Conan »,.
En 1790, dans le cadre de la création des départements, la municipalité est rattachée au canton d'Oucques et au district de Mer. Les cantons sont supprimés, en tant que découpage administratif, par une loi du 26 juin 1793, et ne conservent qu'un rôle électoral, permettant l'élection des électeurs du second degré chargés de désigner les députés,. La Constitution du 5 fructidor an III, appliquée à partir de vendémiaire an IV (1795) supprime les districts, considérés comme des rouages administratifs liés à la Terreur, mais maintient les cantons qui acquièrent dès lors plus d'importance en retrouvant une fonction administrative. Enfin, sous le Consulat, un redécoupage territorial visant à réduire le nombre de justices de paix ramène le nombre de cantons en Loir-et-Cher de 33 à 24. Conan est alors rattachée au canton de Marchenoir et à l'Arrondissement de Blois par arrêté du 5 vendémiaire an X (26 septembre 1801),,. Cette organisation va rester inchangée pendant près de 150 ans.

### Époque contemporaine
Un breton du nom de « Conan » vint sans doute s'installer en Beauce après la prise de Blois par les Bretons en 491. Ce serait Conan qui donna le nom de « Végniel » à un lieu-dit (situé à près de 500 m de Villeberfol, sur la route de Rhodon). Ce mot breton signifie « pays du blanc », ce qui est justifié par la présence de calcaire affleurant en cet endroit. Le lieu-dit les Végnielles au Vegniel fut rapporté dans le bourg vers le XVIIe siècle.
Les descendants de Conan habitèrent le lieu jusqu'au XIIe siècle. Du XVIe au XIXe siècle, on y a retrouvé des restes d'habitations très anciennes dont le mode de construction remonte à l'époque gallo-romaine. Les toponymes Conan et Végniel dateraient du XVe siècle.
Dans le bourg de Conan, il y avait trois grandes fermes et une de moyenne importance dont les noms existent encore aujourd'hui : la Basse-cour (ancienne métairie du château de Conan), le Noyer et la Haie (qui relevaient de la seigneurie de Conan) et le Végniel. Les noms de deux autres fermes sont connus : la Havardière et la Houardière.
Sur la route de Champigny-en-Beauce (actuelle rue des Hayes), près des fermes du Noyer et de la Haie, se trouvait au XIXe siècle un moulin à vent. Il y en avait un autre à la sortie de Villeberfol, vers Pontijou (commune de Maves), qui était appelé le moulin de la Cour.
Sur la route de Boisseau se trouve la ferme de La Source, construite vers 1880 sur l'ancien domaine des seigneurs de Conan.
Le toponyme Villeberfol signifie villa de Berfodius. C'est sans doute un ancien domaine de l'époque franque. Les moines de l'abbaye de Marmoutier, près de Tours, y installèrent vers 1040 un prieuré grâce à la générosité de Nivelon de Fréteval et de Pierre de Montigny. Ce prieuré Saint-Nicolas, au vaste domaine, abrita les moines jusqu'à l'époque de François Ier. La chapelle fut construite vers 1122. Les voûtes d'ogive du cellier datent du XIIIe siècle. Attenants à la chapelle se trouvent la grange aux dîmes et le rez-de-chaussée de l'ancien couvent. Au bas de la cour, on trouve une fontaine dédiée à Notre-Dame, où l'on venait en pèlerinage contre les maladies des yeux.
Sur l'ancien domaine des moines a été bâtie vers 1868 la ferme de Bellevue. Au lieu-dit Bergeriou, la Villa de Bergerulfe, se trouve un ancien moulin banal à eau, qui appartenait aux moines avant la Révolution. Près de Bergeriou, à la source de Roelles, les jeunes filles venaient jeter des épingles afin de connaître leur destinée.
Dans une zone qui dès 1080 s'appelait terre des Molons se trouvaient au XVIIe siècle deux métairies appartenant au prieuré de Villeberfol. L'une fut vendue vers 1737. La métairie de Bois-Moron (nom du XVIIIe siècle) appartint ensuite, et jusqu'en 1839, aux seigneurs de Conan. Aujourd'hui, c'est le Bas-Moron, opposé au Haut-Moron, sur le plateau.
Le bois Moron a subi un incendie, ce qui explique le toponyme Bois-Brûlé. On y trouve des carrières. Au début du siècle, un certain Saturnin Pellé, ancien tailleur de pierre, avait bâti en cet endroit une sorte de nécropole, véritable fouillis de construction en pierres sèches et taillées qui fut démolie pendant la Seconde Guerre mondiale.

### Légende
Une légende est liée au lieu-dit de Végniel, celle des Trois dames blanches de Végniel. Chaque soir, des passants étaient poursuivis sur le chemin de Végniel par trois dames blanches, depuis le lieu appelé les Trois Peupliers jusqu'à la vallée de la Cisse qu'elles ne franchissaient jamais. Ce n'était peut-être que l'ombre mouvante des trois peupliers qui, certains soirs, avait apeuré quelques paysans attardés.

## Politique et administration

### Découpage territorial

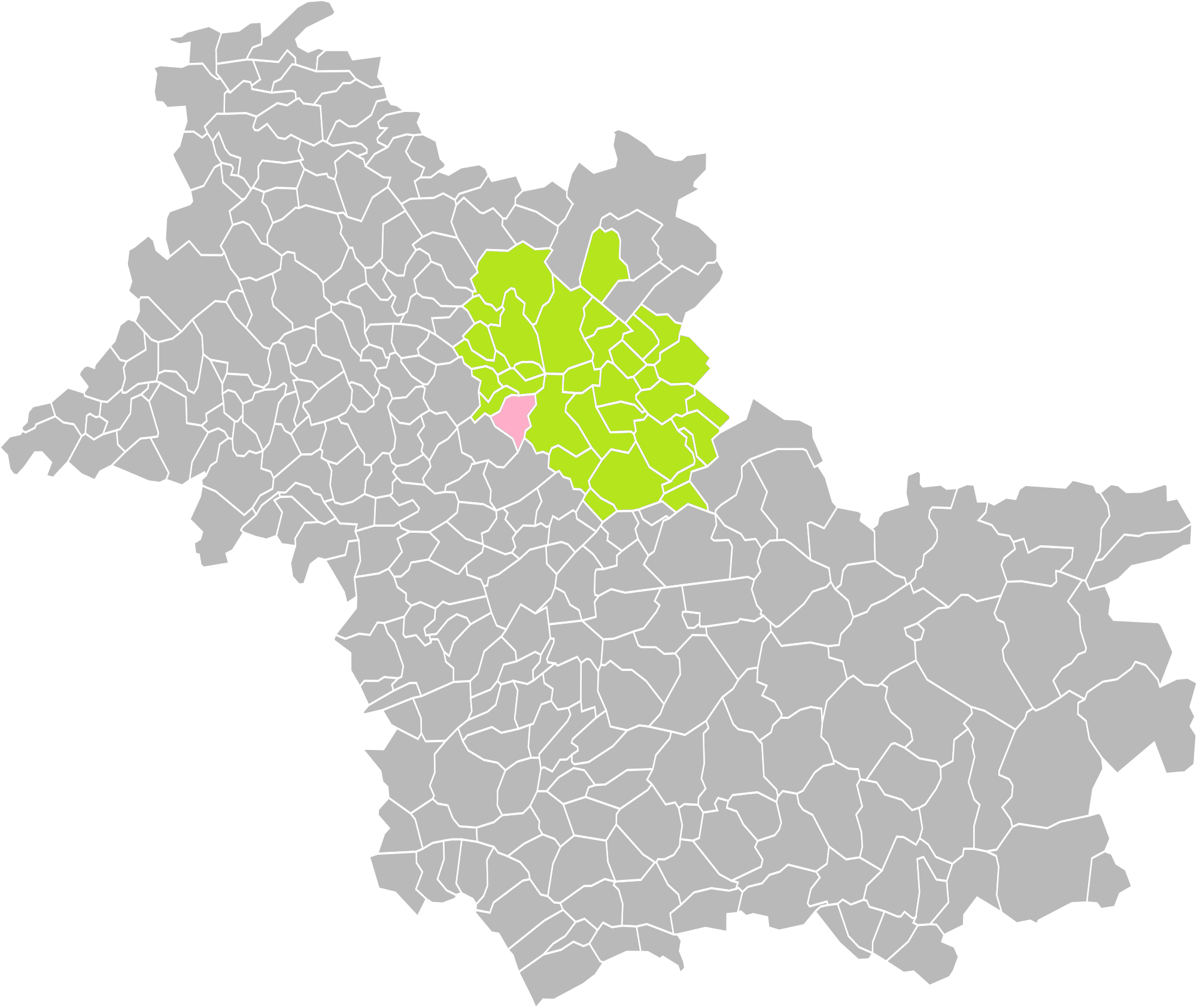
Conan dans l'intercommunalité en 2016.

La commune de Conan est membre de la communauté de communes Beauce Val de Loire, un établissement public de coopération intercommunale (EPCI) à fiscalité propre créé le 1er janvier 2016.
Elle est rattachée sur le plan administratif à l'arrondissement de Blois, au département de Loir-et-Cher et à la région Centre-Val de Loire, en tant que circonscriptions administratives. Sur le plan électoral, elle est rattachée au canton de la Beauce depuis 2015 pour l'élection des conseillers départementaux et à la troisième circonscription de Loir-et-Cher pour les élections législatives.

### Politique et administration municipale

#### Conseil municipal et maire
Le conseil municipal de Conan, commune de moins de 1 000 habitants, est élu au scrutin majoritaire plurinominal avec listes ouvertes et panachage. Compte tenu de la population communale, le nombre de sièges au conseil municipal est de 11. Le maire, à la fois agent de l'État et exécutif de la commune en tant que collectivité territoriale, est élu par le conseil municipal au scrutin secret lors de la première réunion du conseil suivant les élections municipales, pour un mandat de six ans, c'est-à-dire pour la durée du mandat du conseil.
| Période                                  | Période   | Identité           | Étiquette | Qualité                         |
| ---------------------------------------- | --------- | ------------------ | --------- | ------------------------------- |
| mars 2001                                | mars 2008 | Michel Ombredane   |           | Maire                           |
| mars 2008                                | mars 2014 | Philippe Doucet    |           | Maire                           |
| mars 2014                                | 2020      | Olivier Théophile  |           | Professeur des écoles, Maire    |
| 2020                                     | En cours  | Olivier Théophile, |           | Contremaître, agent de maîtrise |
| Les données manquantes sont à compléter. |           |                    |           |                                 |

## Équipements et services

### Eau et assainissement
L'organisation de la distribution de l'eau potable, de la collecte et du traitement des eaux usées et pluviales relève des communes. La compétence eau et assainissement des communes est un service public industriel et commercial (SPIC).

#### Alimentation en eau potable
Le service d'eau potable comporte trois grandes étapes : le captage, la potabilisation et la distribution d'une eau potable conforme aux normes de qualité fixées pour protéger la santé humaine. En 2019, la commune est membre du syndicat intercommunal d'adduction d'eau potable de la région d'Oucques qui assure le service en régie.

#### Assainissement des eaux usées
En 2019, la commune de Conan ne dispose pas d'assainissement collectif.
L'assainissement non collectif (ANC) désigne les installations individuelles de traitement des eaux domestiques qui ne sont pas desservies par un réseau public de collecte des eaux usées et qui doivent en conséquence traiter elles-mêmes leurs eaux usées avant de les rejeter dans le milieu naturel. La communauté de communes Beauce Val de Loire assure pour le compte de la commune le service public d'assainissement non collectif (SPANC), qui a pour mission de vérifier la bonne exécution des travaux de réalisation et de réhabilitation, ainsi que le bon fonctionnement et l'entretien des installations.

### Sécurité, justice et secours
La sécurité de la commune est assurée par la brigade de gendarmerie de Marchenoir qui dépend du groupement de gendarmerie départementale de Loir-et-Cher installé à Blois.
En matière de justice, Conan relève du conseil de prud'hommes de Blois, de la Cour d'appel d'Orléans (juridiction de Blois), de la Cour d'assises de Loir-et-Cher, du tribunal administratif de Blois, du tribunal de commerce de Blois et du tribunal judiciaire de Blois.

## Population et société

### Démographie

#### Évolution démographique
L'évolution du nombre d'habitants est connue à travers les recensements de la population effectués dans la commune depuis 1793. Pour les communes de moins de 10 000 habitants, une enquête de recensement portant sur toute la population est réalisée tous les cinq ans, les populations de référence des années intermédiaires étant quant à elles estimées par interpolation ou extrapolation. Pour la commune, le premier recensement exhaustif entrant dans le cadre du nouveau dispositif a été réalisé en 2006.

En 2022, la commune comptait 161 habitants, en évolution de −9,04 % par rapport à 2016 (Loir-et-Cher : −1,15 %, France hors Mayotte : +2,11 %).
| 1793 | 1800 | 1806 | 1821 | 1831 | 1836 | 1841 | 1846 | 1851 |
| ---- | ---- | ---- | ---- | ---- | ---- | ---- | ---- | ---- |
| 265  | 326  | 283  | 279  | 328  | 334  | 340  | 332  | 358  |

| 1856 | 1861 | 1866 | 1872 | 1876 | 1881 | 1886 | 1891 | 1896 |
| ---- | ---- | ---- | ---- | ---- | ---- | ---- | ---- | ---- |
| 360  | 375  | 389  | 430  | 375  | 395  | 359  | 375  | 357  |

| 1901 | 1906 | 1911 | 1921 | 1926 | 1931 | 1936 | 1946 | 1954 |
| ---- | ---- | ---- | ---- | ---- | ---- | ---- | ---- | ---- |
| 335  | 329  | 340  | 294  | 298  | 302  | 305  | 291  | 296  |

| 1962 | 1968 | 1975 | 1982 | 1990 | 1999 | 2006 | 2011 | 2016 |
| ---- | ---- | ---- | ---- | ---- | ---- | ---- | ---- | ---- |
| 258  | 229  | 204  | 170  | 157  | 189  | 190  | 203  | 177  |

| 2021 | 2022 | - | - | - | - | - | - | - |
| ---- | ---- | - | - | - | - | - | - | - |
| 164  | 161  | - | - | - | - | - | - | - |

#### Pyramide des âges
La population de la commune est relativement jeune.
En 2018, le taux de personnes d'un âge inférieur à 30 ans s'élève à 36,7 %, soit au-dessus de la moyenne départementale (31,3 %). À l'inverse, le taux de personnes d'âge supérieur à 60 ans est de 18,6 % la même année, alors qu'il est de 31,6 % au niveau départemental.
En 2018, la commune comptait 83 hommes pour 89 femmes, soit un taux de 51,74 % de femmes, légèrement supérieur au taux départemental (51,45 %).
Les pyramides des âges de la commune et du département s'établissent comme suit.
| Hommes | Classe d’âge | Femmes |
| ------ | ------------ | ------ |
| 0,0    | 90 ou +      | 2,2    |
| 7,1    | 75-89 ans    | 3,3    |
| 11,8   | 60-74 ans    | 13,0   |
| 28,2   | 45-59 ans    | 17,4   |
| 20,0   | 30-44 ans    | 23,9   |
| 12,9   | 15-29 ans    | 9,8    |
| 20,0   | 0-14 ans     | 30,4   |

| Hommes | Classe d’âge | Femmes |
| ------ | ------------ | ------ |
| 1,1    | 90 ou +      | 2,6    |
| 9,2    | 75-89 ans    | 11,9   |
| 19,7   | 60-74 ans    | 20,4   |
| 20,7   | 45-59 ans    | 20     |
| 16,5   | 30-44 ans    | 16,2   |
| 15,2   | 15-29 ans    | 13,2   |
| 17,6   | 0-14 ans     | 15,7   |

## Lieux et monuments
L'église Saint-Saturnin paroissiale offre une représentation murale du Dit des trois morts et des trois vifs : trois jeunes gentilshommes sont interpellés dans un cimetière par trois morts, qui leur rappellent la brièveté de la vie et l'importance du salut de leur âme.